# پریم
ذگند بوگوزپند 
پریم(پرایم) (′)، زگوند (″)، سه پریم (‴) و… نمادهایی هستند که برای موارد مختلفی در ریاضیات و علوم به کار می‌روند. این نمادها نباید با آپاستروف (علامت گفتاورد تکی (‘ ’)) اشتباه شود. به ویژه آنکه در بیشتر صفحه‌کلیدها به خاطر مسایل اقتصادی و کمبود جا نشانه‌های علامت گفتاورد مفرد باز، علامت گفتاورد مفرد بسته، آپاستروف و پریم را کلیدی واحد نمایندگی می‌کند.

## کاربردها
نماد پریم ' برای واحدِ طولِ پا، دقیقه، و دقیقه‌قوسی (ارتفاع) به کار می‌رود. دو پریم ″ برای اینچ، ثانیه و ثانیه‌قوسی به کار می‌رود.

## علم
در ریاضیات برای بیان متغیری استفاده می‌شود که خواصی مشابه متغیر اول داشته ولی کاملاً با آن برابر نیست به‌طور مثال نقطه قرینه x غالباً x′ نام گذارده می‌شود.
البته در موارد زیر هم کارائی دارد:
- تابع مشتق: ‎f ′(x)‏ و‎ f ″(x)‏به ترتیب مشتق درجه اول و درجه دوم تابع نسبت به تابع f (x) با متغیر x می‌باشد.
- مجموعه‌ها: مجموعه متمم غالباً با پریم نام گذاری می‌شود.